# Pegula Sports and Entertainment
Pegula Sports and Entertainment, LLC, tidigare Hockey Western New York, LLC, är ett amerikanskt holdingbolag som äger och driver sportlag och arenor inom staden Buffalo i delstaten New York.

## Historik
Bolaget grundades 2003 när den förre majoritetsägaren Tom Golisano bildade Hockey Western New York, LLC med de förra minoritetsägarna Larry Quinn och Daniel DiPofi när de köpte ishockeyorganisationen Buffalo Sabres i National Hockey League (NHL) för 67 miljoner $. Den 1 februari 2011 meddelade Golisano att man hade kommit överens om en försäljning av Sabres till den Pennsylvania-baserade affärsmannen och tillika miljardären Terrence Pegula. Köpeskillingen var inte känd men lokala medier rapporterade att Pegula fick betala totalt 189 miljoner $ för Sabres. 175 miljoner $ till ägarna i bolaget plus 14 miljoner $ för att användas till att betala av skulder till fordringsägare. Golisano medgav den 3 februari att ägarna gick miste om ytterligare 70 miljoner $ efter att han tackade nej till ett bud på grund av att det ingick att Sabres skulle tvingas flytta från Buffalo, vilket han inte ville skulle hända. Den 22 februari meddelade NHL att man godkände försäljningen av Sabres till Pegula och därmed tog eran med Golisano slut.
| ”                                | "We are pleased to welcome Terry to the National Hockey League. Terry's clear commitment to the Sabres and the NHL signal the start of an exciting new chapter in the history of the franchise. We also thank Tom Golisano and Larry Quinn for their devotion to the Sabres, the fans and the city of Buffalo." | „ |
| – NHL:s kommissarie Gary Bettman | |   |

Den 24 juni 2011 blev det offentligt att bolaget köpte ishockeylaget Rochester Americans i American Hockey League (AHL). Den 8 oktober 2014 meddelade National Football League (NFL) att Pegula hade köpt Buffalo Bills för 1,4 miljarder $.

## Tillgångar
| Sportklubbar - Buffalo Bandits (NLL) - Buffalo Beauts (NWHL) - Buffalo Bills (NFL) - Buffalo Sabres (NHL) - Rochester Americans (AHL) | Arenor - Harborcenter - Keybank Center (facility management) - Highmark Stadium (facility management) |